# Lönnmarken
Lönnmarken är ett naturreservat öster om Boda i Rättviks kommun i Dalarna. Reservatet bildades 1979 och omfattar 8,5 hektar kalkrik mark.
Lönnmarken är känt för sitt stora bestånd av guckusko men även många andra orkidéer och intressanta växter förekommer, exempelvis brudsporre, tibast och trolldruva. Inom reservatet finns en slåtteräng bevarad.